# Мейвілл (Нью-Йорк)
Мейвілл (англ. Mayville) — селище (англ. village) в США, в окрузі Чотоква штату Нью-Йорк. Населення — 1442 особи (2020).

## Географія
Мейвілл розташований за координатами 42°15′11″ пн. ш. 79°30′7″ зх. д. / 42.25306° пн. ш. 79.50194° зх. д. (42.253099, -79.501913).  За даними Бюро перепису населення США в 2010 році селище мало площу 5,16 км², з яких 5,16 км² — суходіл та 0,01 км² — водойми.

## Демографія
Згідно з переписом 2010 року, у селищі мешкало 1711 осіб у 634 домогосподарствах у складі 391 родини. Густота населення становила 331 особа/км².  Було 841 помешкання (163/км²).
Расовий склад населення:
| - 93,5 % — білих - 5,1 % — чорних або афроамериканців - 0,1 % — вихідців з тихоокеанських островів - 0,1 % — корінних американців - 0,1 % — азіатів |

До двох чи більше рас належало 0,8 %. Частка іспаномовних становила 3,2 % від усіх жителів.
За віковим діапазоном населення розподілялося таким чином: 20,0 % — особи молодші 18 років, 64,6 % — особи у віці 18—64 років, 15,4 % — особи у віці 65 років та старші. Медіана віку мешканця становила 40,1 року. На 100 осіб жіночої статі у селищі припадало 116,3 чоловіків;  на 100 жінок у віці від 18 років та старших — 115,8 чоловіків також старших 18 років.
Середній дохід на одне домашнє господарство  становив 53 866 доларів США (медіана — 48 542), а середній дохід на одну сім'ю — 63 793 долари (медіана — 60 455). Медіана доходів становила 48 295 доларів для чоловіків та 37 891 долар для жінок. За межею бідності перебувало 17,2 % осіб, у тому числі 39,3 % дітей у віці до 18 років та 6,1 % осіб у віці 65 років та старших.
Цивільне працевлаштоване населення становило 557 осіб. Основні галузі зайнятості: освіта, охорона здоров'я та соціальна допомога — 29,8 %, мистецтво, розваги та відпочинок — 15,6 %, роздрібна торгівля — 10,6 %, виробництво — 8,3 %.